# Désir
Pour les articles homonymes, voir Désir (homonymie).
 (avril 2019).
 (décembre 2009).
Si vous disposez d'ouvrages ou d'articles de référence ou si vous connaissez des sites web de qualité traitant du thème abordé ici, merci de compléter l'article en donnant les références utiles à sa vérifiabilité et en les liant à la section « Notes et références ».

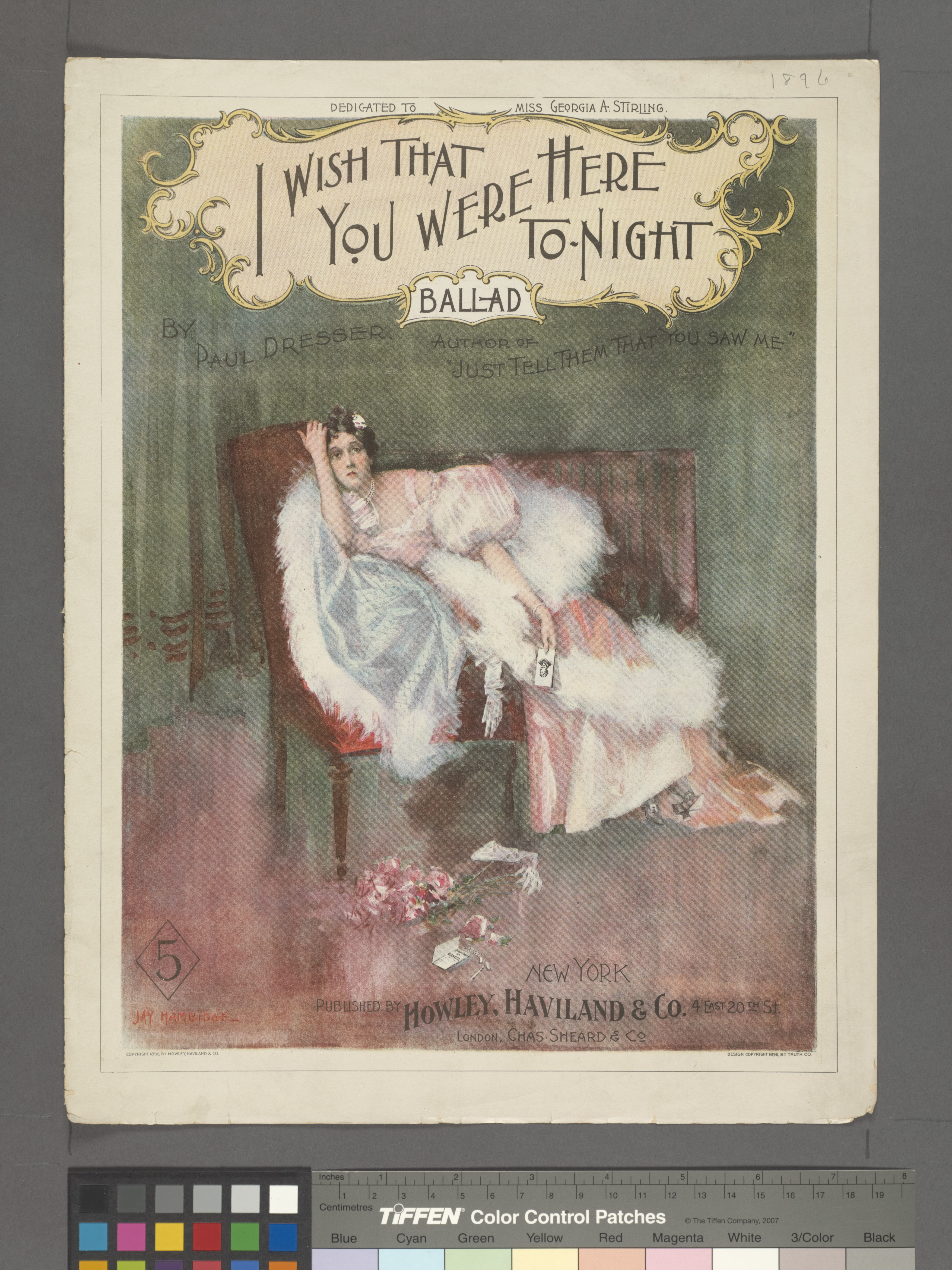
Chanson nord-américaine sur le désir de la présence de l'aimé.

Le désir est la sensation d'attraction et d'attente à l'égard d'une personne, d'un objet, d'une situation ou d'un futur particuliers. Le désir et son contentement engendrent une tension chez l'individu qui le ressent et qui cherche à résoudre celle-ci pour combler le manque induit. La satisfaction du désir ou l'obtention de l'objet désiré mène - à différentes échelles de durées (courte, moyenne, longue) - à la jouissance, la joie, ou au bonheur. De nombreux philosophes ont analysé le désir sous ses différentes implications. Platon dans Le Banquet, évoquait l'idée que le désir se fixe sur ce dont on manque. L'invention (ou découverte) par soi d'un objet de satisfaction potentielle est à l'origine du besoin de réaliser la possession de cet objet. Pour d'autres, comme Thomas Hobbes, le désir est par essence à l'origine de la motivation de toutes les actions humaines.
Le désir est tantôt considéré positivement puisque l'on considère l'objet désiré comme source de plaisir ou de contentement, voire de bonheur et tantôt considéré négativement comme une source de souffrance, une forme d'insatisfaction, en fonction de la proportion que le désir et que son contentement peut prendre dans l'architecture des actions d'un individu ou d'une communauté d'individus.
D'un point de vue psychologique, le désir est une tendance, une inclination, devenue consciente d'elle-même, qui s'accompagne de la représentation du but à atteindre et souvent d'une volonté de mettre en œuvre des moyens d'atteindre ce but. Le désir est en cela similaire au besoin, car les deux se manifestent a priori pour combler un manque. Le besoin faisant quant à lui partie de la pyramide des besoins, il relève d'une forme de nécessité vitale.

## En philosophie
Les philosophes, depuis les origines de la philosophie, se sont demandé quelle place faire aux désirs. Les réponses sont très variées. Dans le Phédon, Platon expose l'idée d'une vie ascétique où l'homme doit lutter contre les turbulences de son corps ; les Cyrénaïques, au contraire, font de la satisfaction de tous les désirs le bien suprême. Toutes ces réflexions ont conduit à de nombreuses distinctions, comme on le voit par exemple chez Épicure.

### La classification des désirs
La morale épicurienne est une morale qui fait du plaisir le seul bien, et de la douleur le seul mal. Pour atteindre le bonheur (l'ataraxie), l'épicurien suit les règles du quadruple remède, appelé le Tetrapharmakos :
- les dieux ne sont pas à craindre ;
- la mort n'est pas à craindre ;
- la douleur est facile à supprimer ;
- le bonheur est facile à atteindre.

C'est en vue de ce dernier qu'il faut plus particulièrement penser le désir. Épicure classe ainsi les désirs :
| Désirs naturels            | Désirs naturels                            | Désirs naturels                   | Désirs naturels                                 | Désirs vains           | Désirs vains              |
| -------------------------- | ------------------------------------------ | --------------------------------- | ----------------------------------------------- | ---------------------- | ------------------------- |
| Nécessaires                | Nécessaires                                | Nécessaires                       | Simplement naturels                             | Artificiels            | Irréalisables             |
| Pour le bonheur (ataraxie) | Pour la tranquillité du corps (protection) | Pour la vie (nourriture, sommeil) | Variation des plaisirs, recherche de l'agréable | ex. : richesse, gloire | ex. : désir d'immortalité |

Cette classification n'est pas séparable d'un art de vivre, où les désirs sont l'objet d'un calcul en vue d'atteindre le bonheur.
Selon Épicure, « Parmi les désirs naturels, les uns sont nécessaires pour le bonheur les autres pour le fait de vivre » (Lettre à Ménécée).
Il existe également six grands désirs qui animent les hommes et correspondent en même temps à six des sept péchés capitaux répertoriés par la religion chrétienne :
- Désir de nourriture : la gourmandise
- Désir de la chair : la luxure, concupiscence
- Désir de l'argent : la cupidité
- Désir du pouvoir : l'envie
- Désir des honneurs : l'orgueil

Pour compléter la gamme, il faut également citer le désir spirituel ou le désir de vérité : le désir de se dépasser, d'aller de l'avant, le désir de connaître, lié au plaisir de chercher et de trouver, au plaisir extatique de la transcendance, du dépassement de soi.

### Le calcul des plaisirs
Pour Épicure, le calcul (ou « arithmétique ») des désirs se distingue à la fois de l'ascétisme, où l'on se donne pour règle de ne rechercher qu'une vie frugale pour respecter une loi « morale », et de la débauche, qui entraîne des souffrances du corps et des troubles de l'âme.
En général, le plaisir est nécessaire au bonheur, et on le recherche tout en fuyant la douleur. Dans certains cas toutefois, nous traitons le bien comme un mal, car il faut fuir un plaisir léger qui aurait pour conséquence une douleur. Par exemple, pour le corps, boire de l'alcool est agréable, mais excessivement rechercher ce désir peut entraîner un plaisir qui mène à la déchéance physique ; et pour l'âme, l'amour est certes la suppression d'un manque, mais il peut entraîner la douleur du fait qu'une union parfaite est impossible (voir le mythe des androgynes raconté par Aristophane dans Le Banquet, IV, de Platon et ci-dessous « Métaphysique platonicienne du Désir »).
Dans d'autres cas, nous acceptons la douleur si elle est passagère, et si elle est la condition d'un plaisir plus haut. Par exemple, l'exercice physique du corps est douloureux, mais la santé qui en résulte est un plaisir. Le désir est lié à la volonté, mais il ne faut cependant pas confondre désir et volonté, car ce sont bel et bien des notions différentes.
Si on se livre à un calcul véridique des plaisirs, le bonheur sera peut-être facile à atteindre. Un hypothétique résultat serait l'autarcie, état où l'on se suffirait à soi-même en limitant ses désirs : on ne dépendrait pas des autres, et on ne passerait pas sa vie à la poursuite d'objets extérieurs. Si limiter sa quête insatiable d'objet extérieur est possible dans une certaine mesure, être indépendant des autres est un fantasme qui n'est pas réalisable et qui n'est pas toujours souhaitable. Nous sommes par nature en harmonie avec le reste du monde.
En se contentant de satisfaire des désirs naturels, on a réduit le désir aux besoins naturels. Mais cette limitation des désirs pose la question de savoir si l'on peut réduire le désir au besoin ; et si l'on peut raisonnablement distinguer des besoins naturels et des besoins artificiels.

### Problème moral du désir
Le désir suppose la conscience d'un manque qui traduirait selon certains notre « imperfection ». Aussi, les moralistes mettent-ils souvent l'accent sur le caractère douloureux du désir, et sur son aspect illimité quand il se reporte sans cesse sur de nouveaux objets. Le bonheur résiderait de ce fait dans la non satisfaction des désirs.
Cette conception négative du désir implique certaines questions :
- Doit-on contrôler nos désirs ?
- Cette maîtrise doit-elle se faire au nom du devoir moral ?
- La maîtrise des désirs conduit-elle au bonheur ?

Ces questions sont des poncifs de la réflexion morale depuis l'Antiquité. On peut schématiquement opposer deux types de réponse :
- le désir doit être maîtrisé; le bonheur serait alors plutôt dans la frustration et donc dans la non satisfaction des désirs
- le désir ne peut et ne doit pas être maîtrisé : il est essentiel à la vie. La morale doit donc reconnaître sa valeur.

### Le désir de vérité
Cet exposé de la doctrine épicurienne fait voir qu'il n'est pas facile de distinguer la réalité des désirs. L'épicurisme suppose qu'une insatisfaction fondamentale fonde l'homme en esprit. Quel est alors le véritable désir de l'homme et comment l'assouvir ?
Pour Platon, ce désir est le désir de vérité et il faut pour l'assouvir se libérer de « cette chose mauvaise » qu'est le corps. Il fait de ce désir le désir suprême puisque contrairement aux faux désirs, son but est uniquement spirituel et ne tend pas à la satisfaction d'un « besoin » charnel. Les faux désirs sont ceux du corps qui troublent l'âme, l'empêchent d'atteindre la vérité et sont sources d'illusions.
Cet idéalisme platonicien fait donc du corps une source d'erreur et de mal :
- les désirs du corps sont moralement condamnables puisqu'ils s'opposent au raisonnement.
- le désir de vérité est le désir du Bien.

Tous les philosophes n'ont pas condamné le désir; il faut de plus remarquer que si Platon condamne moralement le désir, ce dernier reste la condition d'une spiritualisation des instincts qui passe par la philosophie et la politique et qui est l'expression du désir d'immortalité.
Mais peut-on condamner aussi catégoriquement le désir ? S'il est la cause de nos actions, on ne le devrait pas, car il serait alors l'essence même de notre nature.

### Distinction entre besoin et désir
Dans la distinction du « désir » et du « besoin », on peut voir le désir comme une caractéristique de l'individu dans ce qu'il a d'unique. Ainsi le désir est particulier et donc propre à chacun.
Tout le mystère de l'humain résiderait dans le fait qu'il existe en lui deux dimensions du désir : l'une animale, poursuivant des objets, des situations, des plaisirs, en vue de la survie et de la perpétuation de son organisme physique et de son génome (procréation), et une autre dimension, qui ne poursuit pas un objet mais un fantasme résultant de la confrontation entre le vécu intra-utérin mémorisé et le vécu extra-utérin après la naissance. Cette dimension, proprement humaine, subvertit la dimension physique et animale en nous, la sanctifiant ou la diabolisant.
On peut d'abord élaborer une première distinction possible selon laquelle le besoin peut être vu comme un besoin d'ordre naturel voire physiologique, i.e. qu'il concerne la survie (comme se nourrir) alors que le désir n'a pas de caractère de nécessité naturelle, impliquant par là la futilité. C’est par ailleurs la thèse que l’on trouve chez Épicure dans sa Lettre à Ménécée : il expose en effet sa philosophie comme ayant pour visée une vie de plaisir à travers la sélection des désirs en fonction de leur finalité. Il s'agit pour lui de discerner la capacité des désirs à procurer le bonheur sans le compromettre ; il distingue pour cela les désirs naturels et nécessaires (manger, dormir…) des désirs non naturels et donc vains (désir de richesse, d’immortalité, de gloire, d’amour…). Il faut donc conserver les besoins naturels car tous les autres sont vains et futiles. Par là il reprend la sentence stoïcienne « limite-toi aux désirs que tu peux satisfaire » qui repose sur la morale de la Grèce Antique selon laquelle l’homme ne doit poursuivre que la satisfaction de ses besoins et non celle de ses désirs. Le seul désir acceptable serait dès lors le désir de ne pas désirer, mais une telle conception réduirait alors l’homme à l’état d’animal.
L’objection majeure à une telle distinction serait donc de montrer en quoi le rejet du désir comme tel serait réduire l'homme à une animalité certaine. Pour cela, il s'agit dès lors de montrer que si dans le désir il n’y a pas de nécessité naturelle, il peut toutefois y avoir une impérativité (si j’ai un désir amoureux pour Mlle Dupont et qu’elle me rejette, alors dépression). De même, on voit bien que le besoin n’est pas simplement naturel (on peut aussi avoir besoin d’une voiture ou d’un stylo) car l’objet du besoin se définit par sa fonctionnalité, i.e. son adéquation à une finalité. Il n’est requis du besoin que de remplir une fonction, c’est pour cela que l’objet du besoin est en propre substituable, il n’est donc pas déterminé dans sa singularité. Alors que le désir, lui, porte sur un objet précis et insubstituable (je veux Marie-Pier Gauthier et personne d’autre).
L'objet d'un besoin procède donc d'une fonction que je vise à travers lui, alors que l’objet du désir représente quelque chose d’autre que lui-même (si je désire un verre de Riesling, c’est parce que je suis un petit alsacien et que cela me rappelle ma jeunesse). Il y a donc dans le désir une dimension symbolique de représentativité de l’objet visé, c’est en cela qu’il est donc proprement humain. Alors que dans le besoin, il s’agit d’avoir l’objet pour sa fonctionnalité, dans le désir, l’objet est visé parce qu’il faut être cet objet. C’est cette distinction qui peut être faite entre la réclame et la publicité : alors que les réclames étaient censées susciter le besoin de posséder tel ou tel objet pour sa fonctionnalité (on vante les mérites d'une voiture parce qu'elle est plus performante), la publicité montre des personnes idéales auxquelles il s’agit de s’identifier à travers la consommation (il s’agit d’acheter une belle voiture pour être un riche et bel homme incarnant la réussite sociale).

### Métaphysique platonicienne du Désir
Pour Platon, le Désir est une demi-connaissance. L'insatisfaction radicale, l'impossibilité de trouver l'objet du Désir doit nous faire comprendre qu'il existe un autre monde, et que ce que nous désirons vise cet autre monde. On retrouve la distinction platonicienne entre monde sensible (celui des apparences, fugaces et changeantes) et monde intelligible (celui de la vérité absolue, auquel on accède par la réflexion philosophique et métaphysique).
L'impression d'incomplétude que nous laisse en permanence le Désir est expliquée par le mythe des Androgynes. Avant toute chose, il convient de n'être pas immédiatement féroce avec les mythes ; ils peuvent tout autant traduire une déficience de connaissances (mythes infrarationnels, superstition) que des concepts que la raison ne sait exprimer (c'est précisément ce que prétend être le mythe des Androgynes, en expliquant de manière métaphorique ce sentiment persistant d'incomplétude).
Autrefois, il existait trois sexes : hommes, femmes, et androgynes. Ces derniers étaient la fusion d'un corps masculin et d'un corps féminin, comprenant deux têtes, un cou parfaitement rond, quatre bras, quatre jambes. Ils pouvaient avancer vite, en faisant une sorte de roue améliorée. Un jour, certains ont voulu escalader l'Olympe pour prendre la place des Dieux ; or, on ne plaisante pas avec les Dieux, et Zeus (Jupiter) les a punis en les séparant physiquement, faisant d'eux des demi-êtres, qui ne songent qu'à retrouver leur moitié, et une fois retrouvée, à ne former avec elle plus qu'un corps.
Dans le système platonicien, le Désir est l'accession à la Vérité sous sa forme sensible, le Beau, par la « dialectique de l'amour » : d'un beau corps, j'en viens à aimer les beaux corps, puis les belles âmes et les belles actions (coïncidence Beau/Bien), puis, les valeurs qui sont derrière, et je reconstitue enfin le cheminement intellectuel qui me conduit à ces valeurs (coïncidence Beau/Bien/Vrai).
Le Désir est donc bel et bien une mobilisation vers l'Absolu, le monde intelligible. Et pourtant, son statut demeure ambigu : cette dynamique ambitieuse est freinée sans cesse, notre désir s'accrochant toujours sur des objets sensibles, imparfaits, impropres à le satisfaire. C'est une dynamique arrêtée. D'où notre intérêt peut-être, en vue de purifier cette dynamique, de réfléchir aux rapports que nous entretenons avec notre désir.

### Désir et être
Le désir est souvent considéré comme le « ce » de ce que le sujet perçoit et ressent. Ainsi, le désir est synonyme, est fonction d'être. En effet, l'un ne peut exister sans l'autre. Une vraie harmonie, symbiose s'installe entre ces deux termes, qui à la base, sont plus que très éloignés l'un vers l'autre. Enfin, l'être, être ou ne peut-être est facile d'insertion dans le domaine de définition du concept : désir.

## En psychanalyse
Dans l'histoire de la psychanalyse en France, la notion de « désir », due en partie à la traduction française par Ignace Meyerson du mot allemand  Wunsch (« souhait », « vœu ») dans L'Interprétation du rêve de Sigmund Freud, est devenue un concept lacanien majeur de Jacques Lacan.

### Le «désir» chez Freud
Il y a plusieurs termes en allemand que Sigmund Freud emploie pour rendre compte de ce que le français traduit par le seul mot « désir » : der Wunsch, « le souhait » qui correspond bien à l'anglais wish, alors que « désir » en français « n'a pas la même valeur d'emploi » ; die Begierde (avec les mots apparentés das Begehren, die Begehrung) qui signifierait chez Freud « le désir, comme convoitise, désir violent visant à s'approprier voire à consommer l'objet » ; die Lust qui contrairement à Begierde serait un désir « dénué de concupiscence […], il pourrait parfois être rendu par "envie de" ». Les OCF.P traduisent die Sehnsucht par « désirance » ; Jean Laplanche précise en effet dans Traduire Freud, que ce mot est pratiquement « intraduisible » en français, en particulier parce que Sehnsucht en allemand « n'implique nullement la visée du passé, comme le voudrait le terme « nostalgie » (Heimweh), mais celle de l' absence de l'objet ».

Dans le Vocabulaire de la psychanalyse, Laplanche et Pontalis définissaient en 1967 le concept traduit en français par « désir » (Wunsch, parfois Begierde ou Lust) comme étant « dans la conception dynamique freudienne, un des pôles du conflit défensif: le désir inconscient tend à s'accomplir en rétablissant, selon les lois du processus primaire, les signes liés aux premières expériences de satisfaction ». 

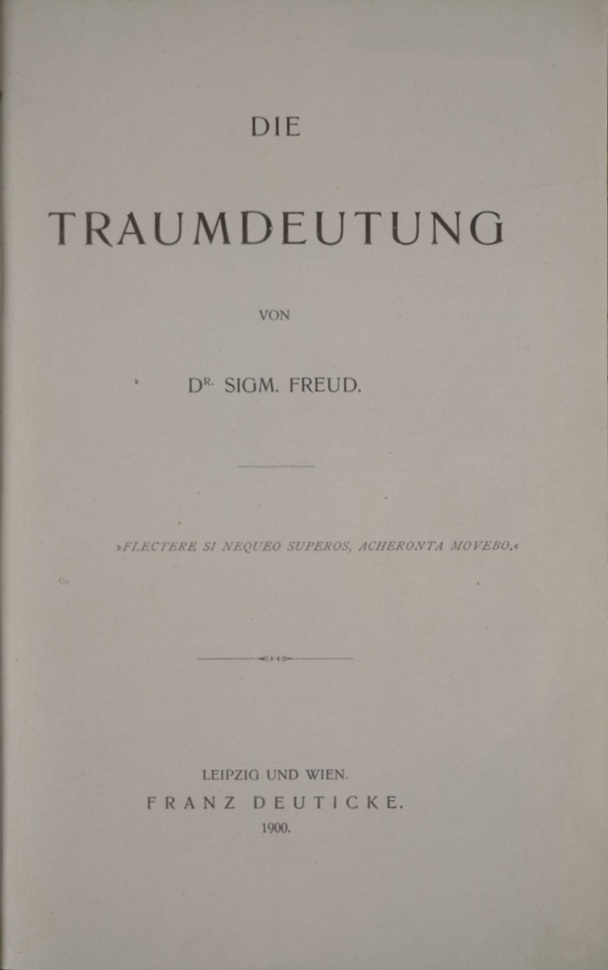
L'Interprétation du rêve: Le rêve est « l'accomplissement d'un désir ».

 Le modèle du rêve montre « comment le désir se retrouve dans les symptômes sous la forme de compromis ».
« Wunsch [souhait] est le grand mot de la Traumdeutung » de Sigmund Freud en 1900, souligne François Robert dans sa préface au volume IV de la traduction française de Œuvres complètes de Freud / Psychanalyse, L'Interprétation du rêve. Selon l'intitulé du chapitre III de L'Interprétation du rêve, le rêve est pour Freud une Wunscherfüllung, soit un « accomplissement de souhait » (traduction des OCF.P, 2003); dans l'ancienne traduction française de L'interprétation des rêves par Ignace Meyerson (La science des rêves, 1926), il est « l'accomplissement d'un désir ». Au chapitre II précédent où il explique sa méthode de l'interprétation des rêves à partir du rêve exemplaire de L'injection faite à Irma, Freud a écrit en effet, comme le rapporte Delphine Schilton : « Le rêve expose les faits tels que j'aurais souhaité qu'ils se fussent passés; son contenu est accomplissement d'un désir, son motif un désir après complète interprétation, tout rêve se révèle comme l'accomplissement d'un désir ».

### Le «désir» chez Lacan
Dans le Dictionnaire international de la psychanalyse, Patrick Delaroche commence l'article intitulé « désir du sujet » par ces mots: « À l'origine mauvaise traduction par Ignace Meyerson du Wunsch (vœu) freudien, le désir est devenu un concept lacanien majeur ».
La Chose est en effet une béance qui fait que chaque objet est insatisfaisant. Ainsi après la jouissance de chaque objet, le désir est donc relancé vers un autre par la dynamique dont procède La Chose, elle est donc entre deux objets du désir, ces deux objets qui ne peuvent être que « dits » : elle est inter-dite. Ce vide impénétrable de La Chose, ce manque perpétuel est donc constitutif du désir.
« La Schwärmerei de Platon c’est d’avoir projeté sur ce que j’appelle le vide impénétrable l’idée de Souverain Bien. »
Autrement dit Platon est celui qui a pris pour réalité ce qui n’est qu’illusion, une illusion que Freud a commencé à dissiper.
De quoi manque-t-on ? Quel est cet objet perdu et absolument irrécupérable ? Pourquoi, comme le dit Lacan, « nous courons de signifiant en signifiant » sans jamais trouver une réponse à la question « pour quel signifié » ? La psychologie donne trois réponses qui se recoupent plus ou moins :
- L'objet perdu, c'est l'intensité de notre première source de satisfaction.
- L'objet perdu, c'est le contexte de cette première source.
- L'objet perdu, c'est la vie intra-utérine ; Rank parle de « traumatisme de la naissance ».

En tous les cas, on ne peut passer sous silence la connivence structurelle entretenue entre Désir et interdit. On pense notamment à La Barbe Bleue, de Perrault : pourquoi la femme de Barbe-bleue prend-elle le risque mortel d'ouvrir la chambre interdite, sinon parce qu'elle est interdite ? Pour les psychanalystes, l'interdit sert à tromper l'inconscient, en lui faisant croire que quelque chose a de la valeur. Mieux : il permet de refouler l'intuition selon laquelle justement, le Désir n'a pas d'objet. Cette mise à distance forcée, provoquée par l'interdit, préserve de la déception par la simple dissuasion. On reste dans un rapport de fantasme vis-à-vis de l'objet.
Il existe une citation fort connue d'un auteur tout autant célèbre, philosophe de l’école stoïcienne : Épictète
« Ne désire que ce qui dépend de toi », dans le [Manuel d'Épictète], il suffit à l'Homme d'avoir des désirs accessibles, et ainsi pourra-t-il atteindre la plénitude et l'ataraxie. S'il parvient à cesser d'errer dans la quête de l'impossible alors il accède à la véritable liberté ; liberté qui résulte de la connaissance de ce qui dépend de lui et ce qui n'en dépend pas et de l'acceptation de l'ordre du monde.

## Le désir mimétique selon René Girard
Cette section ne s'appuie pas, ou pas assez, sur des sources secondaires ou tertiaires indépendantes du sujet. Le texte peut contenir des analyses inexactes ou inédites de sources primaires.
Pour l'améliorer, ajoutez-en, ou placez des modèles {{Source secondaire souhaitée}} ou {{Source secondaire nécessaire}} sur les passages mal sourcés. (juillet 2020)
L'exemple familier à tous, donné par René Girard, d'enfants qui se disputent des jouets semblables en quantité suffisante, conduit à reconnaître que le fondement du désir n'est ni dans l'objet, ni dans le sujet, mais qu'il est toujours imitation d'un autre désir. Le désir est mimétique. C'est la convergence des désirs qui définit l'objet et qui enclenche une dynamique mimétique que Girard décrit : apparition d'une rivalité, transformation du modèle du désir en obstacle, voire recherche de l'obstacle en ce qu'il est le signe le plus sûr et la mesure de la valeur de notre désir, etc. Pour René Girard, le désir a un caractère métaphysique. C'est l'« être » du modèle qui est recherché : « Tout désir est désir d’être ».
La Rochefoucauld avait prévenu : « Il y a des gens qui n'auraient jamais été amoureux s'ils n'avaient jamais entendu parler de l'amour. » (Réflexions ou sentences et maximes morales no 136). Il est évident (même si l'on se doit de rester vigilant quant à une quelconque réduction) que nous vivons nos sentiments de façon mimétique. Pour Rousseau, le Désir naît avec l'État Civil, l'état de société : à l'état de nature, l'homme n'a que des besoins. C'est la proximité avec autrui, qui fait naître en moi l'amour-propre, l'amour d'une certaine image de moi : autrui est constitutif de cette image.
Le Désir est aussi, il ne faut pas le négliger, désir de l'autre. Mais qu'aime-t-on dans l'amour ? Le sentiment amoureux lui-même ? L'autre ? Nous-mêmes ? Le désir d'autrui se compose à la fois du désir de l'autre en tant que personne, et du désir que l'autre me désire. Sartre définit la séduction comme la volonté de capter, de déterminer la liberté de l'autre. Or nous voyons immédiatement que c'est une impossibilité dans les termes. Je ne puis vouloir qu'un automate m'aime librement… C'est tout le débat philosophique entre les partisans de la sincérité et ceux de la fidélité. Mais une réflexion plus poussée peut nous amener à l'idée que les deux concepts peuvent être redéfinis pour n'être plus contradictoires.

## Divers

### Société de consommation et marketing
La nature du désir est sujette à débats : émotions pour les uns, manifestation d'une perturbation dans la physiologie pour d'autres, son origine physique et cognitive semble être duale. Intensément étudié comme le principal facteur de consommation, le désir fait l'objet de recherches particulièrement poussées dans le cadre des études de marché, du marketing et de la publicité. La connaissance des biais culturels et cognitifs permettant de susciter le désir chez une catégorie de consommateurs étant un des moyens de créer les conditions de la consommation d'un bien ou d'un produit spécifique. Les stratégies de marketing reposant sur le désir tendant à utiliser deux stratégies distinctes : d'une part, la suggestion d'un manque et de nécessité ; d'autre part, l'association du produit ou du service avec une forme de désirabilité induite a posteriori pour le consommateur, qui influe ainsi sur son image sociale.

#### Philosophie
- André Lalande, Vocabulaire technique et critique de la philosophie, t. 1, Paris, PUF, coll. « Quadrige », 1993 (1re éd. 1926) (ISBN 2-13-044512-8), « Désir », p. 218-219.

#### Psychanalyse
- Gérard Bonnet, « désir (ou souhait) », dans Alain de Mijolla (dir.), Dictionnaire international de la psychanalyse, Paris, Hachette, 2005 (ISBN 201279145X), p. 456-457.
- Pierre-Christophe Cathelineau, « désir », dans Roland Chemama (dir.), Dictionnaire de la psychanalyse, Paris, Larousse, 1993 (ISBN 2037202229), p. 59-63.
- Patrick Delaroche, « désir du sujet », dans A. de Mijolla (dir.), Dictionnaire international de la psychanalyse, Paris, Hachette, 2005 (ISBN 201279145X), p. 461-462.
- Jean Laplanche et J.-B. Pontalis, « désir », dans Vocabulaire de la psychanalyse, Paris, PUF, 1984 (1re éd. 1967).
- Jean Laplanche, « Terminologie raisonnée », entrées: « Désir », « Désirance » dans: André Bourguignon, Pierre Cotet, Jean Laplanche et François Robert, Traduire Freud, Paris, Puf, coll. « Œuvres complètes de Freud », 1989, 379 p. (ISBN 2-13-042342-6), p. 95-97.
- Roger Perron, « désir (Satisfaction hallucinatoire du -) », dans A. de Mijolla (dir.), Dictionnaire international de la psychanalyse, Paris, Hachette, 2005 (ISBN 201279145X), p. 458-460.
- Elisabeth Roudinesco et Michel Plon, Dictionnaire de la psychanalyse, Paris, Fayard, coll. « La Pochothèque », 2011 (1re éd. 1997), 1789 p. (ISBN 978-2-253-08854-7), « Désir », p. 317-321.
- Delphine Schilton, « désir (accomplissement du -) », dans A. de Mijolla (dir.), Dictionnaire international de la psychanalyse, Paris, Hachette, 2005 (ISBN 201279145X), p. 457-458.